# Буафле
Буафле́ (фр. Bouaflé) — город в центральной части Кот-д’Ивуара, административный центр области Марауэ, а также одноимённого департамента.

## Географическое положение
Город находится в центральной части области, на левом берегу реки Красная Бандама, на расстоянии приблизительно 52 километров к западу-северо-западу (WNW) от столицы страны Ямусукро. Абсолютная высота — 165 метров над уровнем моря.

## Население
По данным переписи 1988 года численность населения города составляла 34 562 человек.
Динамика численности населения города по годам:
| 1975   | 1988   | 2012   |
| ------ | ------ | ------ |
| 17 188 | 34 562 | 71 792 |

## Транспорт
Ближайший аэропорт расположен в городе Ямусукро.